# Lednica
Lednica és un poble i municipi d'Eslovàquia que es troba a la regió de Trenčín. La primera menció escrita de la vila es remunta al 1259.

## Demografia
| Godina             | 1994 | 2004   | 2014   | 2024   |
| ------------------ | ---- | ------ | ------ | ------ |
| Nombre de persones | 1067 | 1015   | 965    | 894    |
| Diferència         |      | −4,87% | −4,92% | −7,35% |

| Godina             | 2023 | 2024   |
| ------------------ | ---- | ------ |
| Nombre de persones | 908  | 894    |
| Diferència         |      | −1,54% |